# مارتن فيشر (مهندس)
مارتن فيشر هو مهندس سويسري، ولد في 1867، وتوفي في 1947.